# The Lonely Hearts Club Tour
The Lonely Hearts Club Tour fu il secondo tour di Marina, a supporto del suo secondo album in studio Electra Heart.

## Storia
Le date in Regno Unito vennero annunciate il giorno di San Valentino del 2012, mentre le date in Nord America vennero comunicate ad aprile. Il 30 aprile 2012 fu annunciato che la tappa britannica del tour sarebbe stata rimandata a giugno a causa di un problema alle corde vocali della cantante. Il tour iniziò mentre la cantante si esibiva ancora come artista d'apertura al Mylo Xyloto Tour del gruppo britannico Coldplay. L'11 febbraio 2013, Marina ha annunciato attraverso il suo sito web e newsletter la cancellazione delle restanti tappe del tour in Europa, previste per il mese di aprile 2013, a causa di problemi logistici e organizzativi. Il 4 maggio 2013 la cantante ha presentato per la prima volta il brano Electra Heart (non incluso nell'album omonimo) come interludio per la tappa finale del tour.

## Scaletta

### Prima tappa (Europa, maggio-luglio 2012)
1. Homewrecker
2. Oh No!
3. Mowgli's Road
4. Lies
5. I Am Not a Robot
6. The State of Dreaming
7. Power & Control
8. Bubblegum Bitch
9. Starring Role
10. Obsessions
11. Living Dead
12. Primadonna
13. Shampain
14. Radioactive
15. Teen Idle
16. Fear and Loathing
17. Hollywood

### Seconda tappa (Nord America, luglio-agosto 2012)
1. Homewrecker
2. Oh No!
3. Mowgli's Road
4. Lies
5. I Am Not a Robot
6. The State of Dreaming
7. Power & Control
8. Bubblegum Bitch
9. Starring Role
10. Obsessions
11. Hypocrates
12. Primadonna
13. Shampain
14. Hollywood
15. Radioactive
16. Teen Idle
17. Fear and Loathing
18. How to Be a Heartbreaker

#### Variazioni per la terza tappa (Europa, settembre-novembre 2012)
- Hypocrates è sostituita da Valley of the Dolls.
- Fear and Loathing viene eseguita prima di Teen Idle.

#### Variazioni per la quarta tappa (Nord America, dicembre 2012)
- Hollywood viene eseguita dopo Obsessions.
- Sex Yeah viene aggiunta alla scaletta, dopo Hollywood.
- Shampain e Radioactive vengono eseguite prima di Primadonna.

### Quinta tappa (Nord America, maggio 2013)
1. Electra Heart (Intro)
2. Homewrecker
3. Oh No!
4. Bubblegum Bitch
5. I Am Not a Robot
6. Lies
7. The State of Dreaming
8. Power & Control
9. Mowgli's Road
10. Starring Role
11. Obsessions
12. Numb
13. Radioactive
14. Shampain
15. Primadonna
16. Hollywood
17. Fear and Loathing
18. Teen Idle
19. How to Be a Heartbreaker

## Artisti d'apertura
- Meredith Sheldon – (Nord America)
- MS MR – (Nord America)
- Foe – (Regno Unito)
- Foxes – (Regno Unito)
- Icona Pop – (Nord America)
- Charli XCX – (Nord America)
- Little Daylight – (Nord America)

## Date
| Data              | Città                | Stato       | Luogo                                           |
| ----------------- | -------------------- | ----------- | ----------------------------------------------- |
| Europa            |                      |             |                                                 |
| 27 maggio 2012    | Berlino              | Germania    | Astra Kulturhaus (Melt! Weekender)              |
| 5 giugno 2012     | Amburgo              | Germania    | Uebel & Gefährlich                              |
| 7 giugno 2012     | Crans-près-Céligny   | Svizzera    | Caribana Festival                               |
| 15 giugno 2012    | Aarhus               | Danimarca   | Northside Festival                              |
| 16 giugno 2012    | Hultsfred            | Svezia      | Hultsfred Festival                              |
| 17 giugno 2012    | Istanbul             | Turchia     | Babylon                                         |
| 18 giugno 2012    | Norwich              | Regno Unito | The Waterfront                                  |
| 20 giugno 2012    | Glasgow              | Regno Unito | O2 ABC Glasgow                                  |
| 21 giugno 2012    | Edimburgo            | Regno Unito | The Queen's Hall                                |
| 22 giugno 2012    | Manchester           | Regno Unito | Manchester Cathedral                            |
| 24 giugno 2012    | Royal Leamington Spa | Regno Unito | The Assembly                                    |
| 25 giugno 2012    | Londra               | Regno Unito | The Tabernacle                                  |
| 27 giugno 2012    | Cardiff              | Regno Unito | Coal Exchange                                   |
| 29 giugno 2012    | Birmingham           | Regno Unito | Digbeth Institute                               |
| 30 giugno 2012    | Sheffield            | Regno Unito | The Leadmill                                    |
| 1º luglio 2012    | Weston-super-Mare    | Regno Unito | T4 on the Beach                                 |
| Nord America      |                      |             |                                                 |
| 10 luglio 2012    | Los Angeles          | Stati Uniti | The Music Box                                   |
| 11 luglio 2012    | San Francisco        | Stati Uniti | The Fillmore                                    |
| 13 luglio 2012    | Portland             | Stati Uniti | Aladdin Theater                                 |
| 14 luglio 2012    | Seattle              | Stati Uniti | Showbox at the Market                           |
| 15 luglio 2012    | Vancouver            | Canada      | Commodore Ballroom                              |
| 18 luglio 2012    | Denver               | Stati Uniti | The Summit                                      |
| 21 luglio 2012    | Chicago              | Stati Uniti | Park West                                       |
| 14 agosto 2012    | Washington D.C.      | Stati Uniti | 9:30 Club                                       |
| 16 agosto 2012    | New York             | Stati Uniti | Webster Hall                                    |
| 17 agosto 2012    | Filadelfia           | Stati Uniti | The TLA                                         |
| 18 agosto 2012    | New York             | Stati Uniti | Webster Hall                                    |
| Europa            |                      |             |                                                 |
| 30 settembre 2012 | Leeds                | Regno Unito | Leeds Metropolitan University                   |
| 2 ottobre 2012    | Dundee               | Regno Unito | Fat Sam's Dundee                                |
| 4 ottobre 2012    | Liverpool            | Regno Unito | Liverpool Academy                               |
| 5 ottobre 2012    | Preston              | Regno Unito | 53 Degrees Preston                              |
| 6 ottobre 2012    | Manchester           | Regno Unito | Manchester Academy                              |
| 8 ottobre 2012    | Leicester            | Regno Unito | O2 Academy Leicester                            |
| 9 ottobre 2012    | Wolverhampton        | Regno Unito | Wulfrun Hall                                    |
| 11 ottobre 2012   | Londra               | Regno Unito | London Forum                                    |
| 13 ottobre 2012   | Bristol              | Regno Unito | O2 Academy Bristol                              |
| 14 ottobre 2012   | Lincoln              | Regno Unito | Engine Shed                                     |
| 15 ottobre 2012   | Oxford               | Regno Unito | O2 Academy Oxford                               |
| 20 novembre 2012  | Dublino              | Irlanda     | Olympia Theatre                                 |
| 22 novembre 2012  | Utrecht              | Paesi Bassi | Tivoli                                          |
| 23 novembre 2012  | Amburgo              | Germania    | Markthalle                                      |
| 24 novembre 2012  | Ginevra              | Svizzera    | Salle des Fêtes de Carouge                      |
| 26 novembre 2012  | Zurigo               | Svizzera    | X-Tra                                           |
| 27 novembre 2012  | Monaco di Baviera    | Germania    | Muffathalle                                     |
| 28 novembre 2012  | Colonia              | Germania    | Gloria                                          |
| 29 novembre 2012  | Berlin               | Germania    | Astra                                           |
| Nord America      |                      |             |                                                 |
| 3 dicembre 2012   | Toronto              | Canada      | Kool Haus                                       |
| 4 dicembre 2012   | Filadelfia           | Stati Uniti | Union Transfer                                  |
| 6 dicembre 2012   | New York             | Stati Uniti | Terminal 5                                      |
| 7 dicembre 2012   | Huntington           | Stati Uniti | The Paramount                                   |
| 8 dicembre 2012   | Boston               | Stati Uniti | House of Blues                                  |
| 9 dicembre 2012   | Baltimora            | Stati Uniti | Rams Head Live!                                 |
| 11 dicembre 2012  | Charlotte            | Stati Uniti | The Fillmore Charlotte                          |
| 12 dicembre 2012  | Atlanta              | Stati Uniti | Center Stage Atlanta                            |
| 14 dicembre 2012  | Fort Lauderdale      | Stati Uniti | Culture Room                                    |
| 17 dicembre 2012  | Houston              | Stati Uniti | The Ballroom at Warehouse Live                  |
| 15 dicembre 2012  | Orlando              | Stati Uniti | The Beacham                                     |
| 18 dicembre 2012  | Austin               | Stati Uniti | Emo's                                           |
| 19 dicembre 2012  | Dallas               | Stati Uniti | Granada Theater                                 |
| 2 maggio 2013     | Seattle              | Stati Uniti | Showbox SoDo                                    |
| 3 maggio 2013     | Vancouver            | Canada      | Commodore Ballroom                              |
| 4 maggio 2013     | Portland             | Stati Uniti | Wonder Ballroom                                 |
| 6 maggio 2013     | San Francisco        | Stati Uniti | Warfield                                        |
| 7 maggio 2013     | Santa Ana            | Stati Uniti | Observatory                                     |
| 9 maggio 2013     | Las Vegas            | Stati Uniti | Boulevard Pool at The Cosmopolitan of Las Vegas |
| 10 maggio 2013    | San Diego            | Stati Uniti | House of Blues                                  |
| 11 maggio 2013    | Los Angeles          | Stati Uniti | Shrine Auditorium                               |
| 13 maggio 2013    | Salt Lake City       | Stati Uniti | Club Sound                                      |
| 14 maggio 2013    | Denver               | Stati Uniti | Gothic                                          |
| 16 maggio 2013    | Lawrence             | Stati Uniti | Granada                                         |
| 17 maggio 2013    | Saint Louis          | Stati Uniti | The Pageant                                     |
| 19 maggio 2013    | Minneapolis          | Stati Uniti | Skyway Theater                                  |
| 20 maggio 2013    | Chicago              | Stati Uniti | Riviera Theater                                 |
| 22 maggio 2013    | Detroit              | Stati Uniti | St. Andrews                                     |
| 23 maggio 2013    | Toronto              | Canada      | Echo Beach                                      |
| 24 maggio 2013    | Montréal             | Canada      | Metropolis                                      |
| 25 maggio 2013    | Boston               | Stati Uniti | City Hall Plaza                                 |
| 28 maggio 2013    | Pittsburgh           | Stati Uniti | Stage AE                                        |
| 29 maggio 2013    | New York             | Stati Uniti | Rumsey Playfield                                |